# Renault FR1

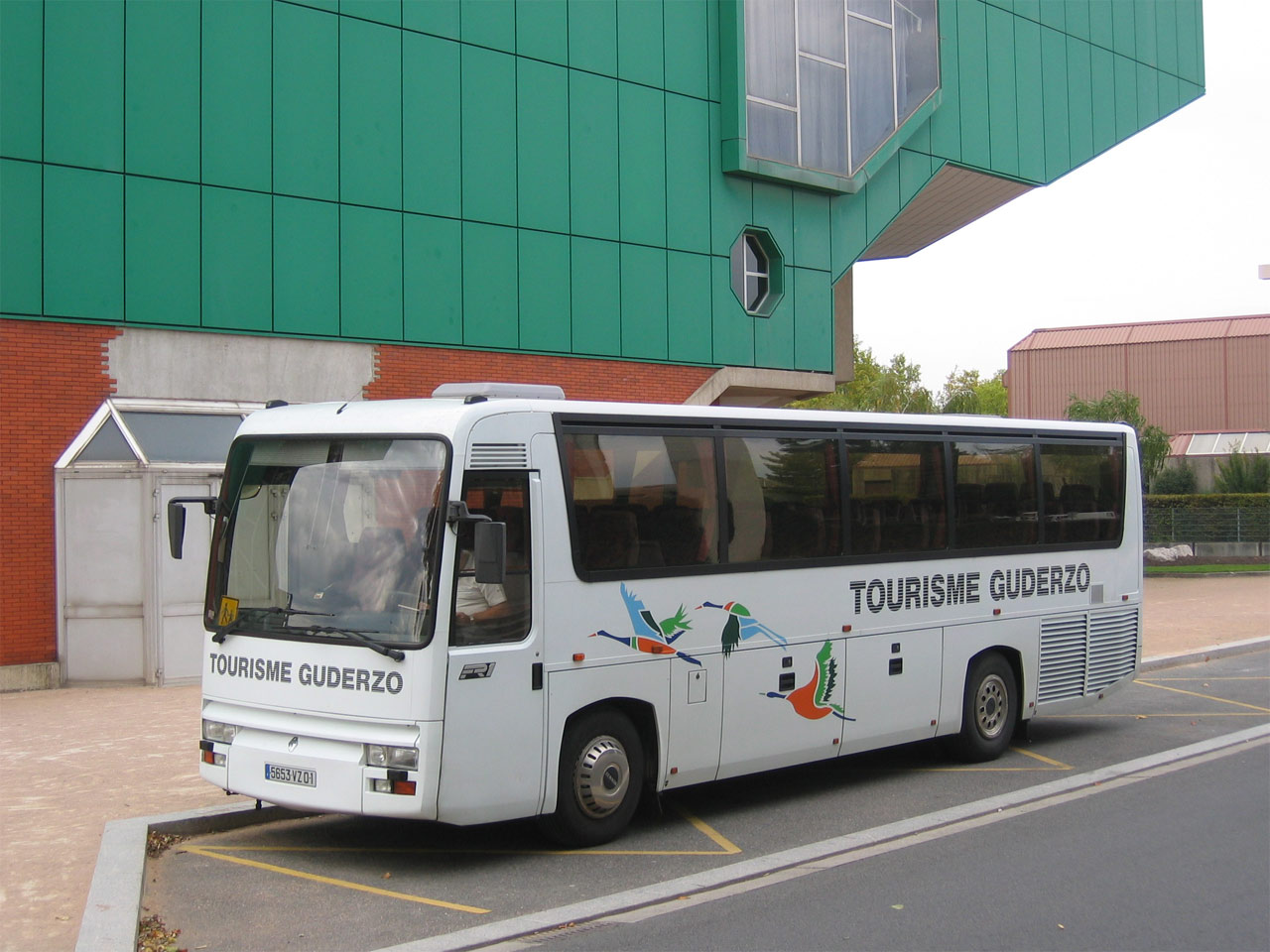
Renault FR1 T3

Renault FR1 — туристический комфортабельный автобус особо большой вместимости, выпускаемый французской компанией Renault Trucks в 1983—1996 годах. Вытеснен с конвейера моделью Irisbus Iliade.  

## История
Производство автобуса Renault FR1 началось в 1983 году. Светотехника позаимствована от модели Peugeot 604.
За всю историю производства автобус Renault FR1 оснащался дизельными двигателями внутреннего сгорания Renault MIDR 06.20.45 и MACK EE6.335, а также трансмиссиями ZF Friedrichshafen AG или собственного производства.
Производство завершилось в 1996 году.

## Модификации
- FR1 E
- FR1 T3
- FR1 M340
- FR1 TX
- FR1 GTX